# Station Athus
Station Athus is een spoorwegstation langs spoorlijnen 165 (Libramont - Virton - Athus) en spoorlijn 167 (Aarlen - Athus - Franse grens) in Athus, een deelgemeente van Aubange, gelegen in de Belgische provincie Luxemburg. Het is nu een stopplaats. Behalve door de stoptreinen Libramont-Athus-Aarlen wordt het station ook bediend door treinen van de CFL naar Luxemburg via Rodange en Dippach-Reckange of Esch-sur-Alzette.
Het station wordt door CFL gezien als de grens van het eigen net. Dit betekent dat vanaf dit station, in de tweede klas, gratis richting Luxemburg kan worden gereisd. Reist men echter verder België in, ook met treinen van CFL, dan dient een Belgisch vervoerbewijs te worden gekocht.

## Passagiersvervoer
In 2006 besloot de NMBS om spoorlijn 165 (vanuit Virton) en 167 (vanuit Arlon) opnieuw in gebruik te nemen. De belangrijkste reden hiervoor was pendelaars richting Luxemburg-stad een goede spoorverbinding aan te bieden, gezien de groeiende congestie op het wegennet naar Luxemburg-stad. Athus en Rodange (net over de grens) werden voordien al goed bediend door de Luxemburgse treinen.

## Goederenvervoer
Athus is een belangrijk goederenstation vanwege de ligging op de goederenlijn Athus-Maas. De containerterminal TCA is de grootste dryport van België. Momenteel gaat het gros van de goederentrafiek na Athus via het Groothertogdom Luxemburg, Metz en Nancy naar het zuiden. In de nabije toekomst zou deze route ontlast moeten worden door de opwaardering van bestaande spoorlijnen tussen Athus, Longwy, Conflans-Jarny en Toul.

## Treinstation en busstation
Het treinstation telt twee gebouwen waaronder het kantoor van de onderstationschef. Er zijn geen bemande loketten meer. Het station telt drie perrons. Station Athus wordt bediend door verschillende Belgische en Luxemburgse buslijnen, waaronder de langste buslijn van België: TEC-lijn 1011 van Luik naar Athus (151 km, 3 h 08). Vanaf 2021 wordt het station volledig vernieuwd en integraal toegankelijk gemaakt. De werken zullen duren tot in 2024.

## Galerij

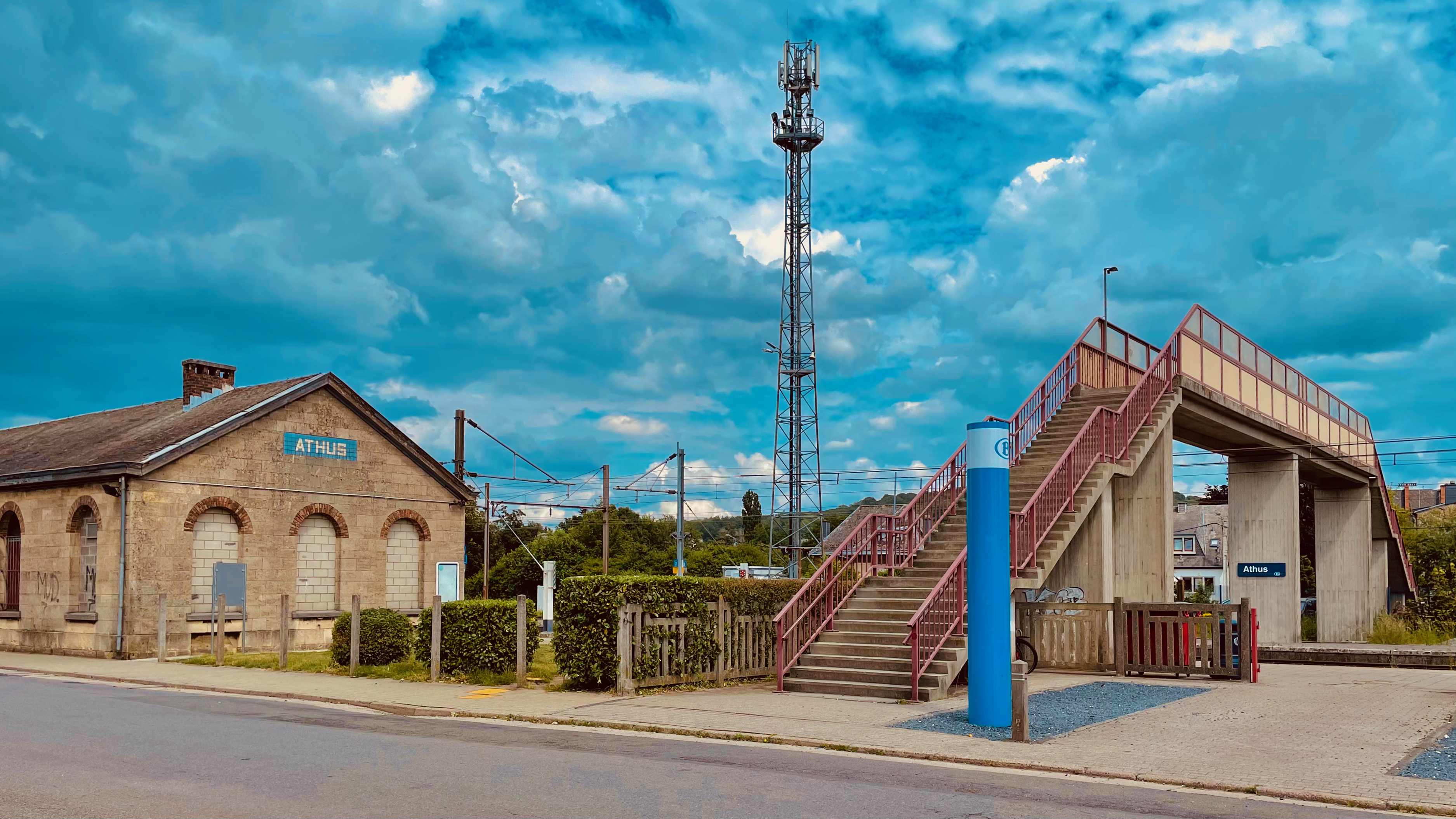
Voetgangersbrug
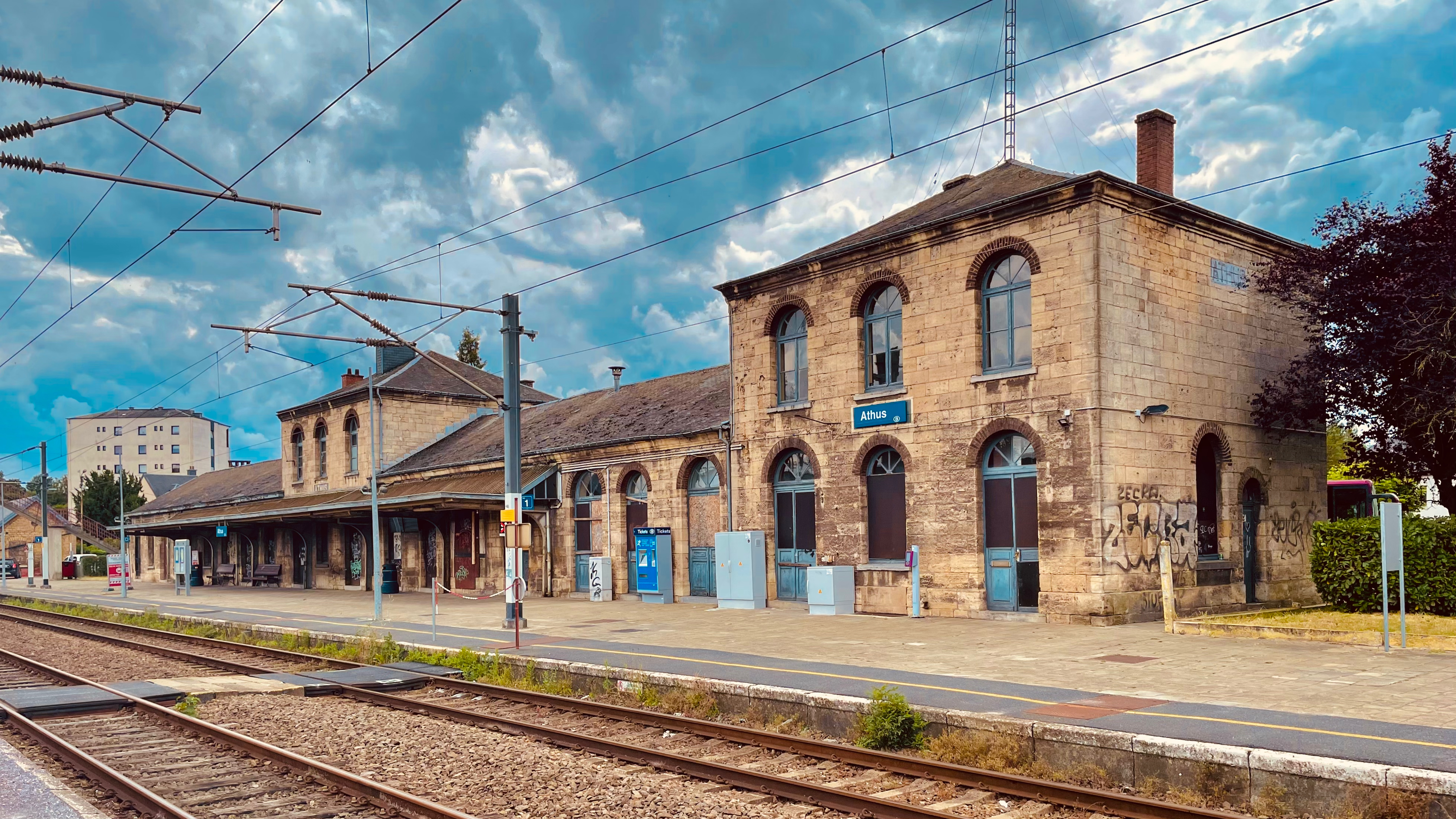
Zicht op het perron
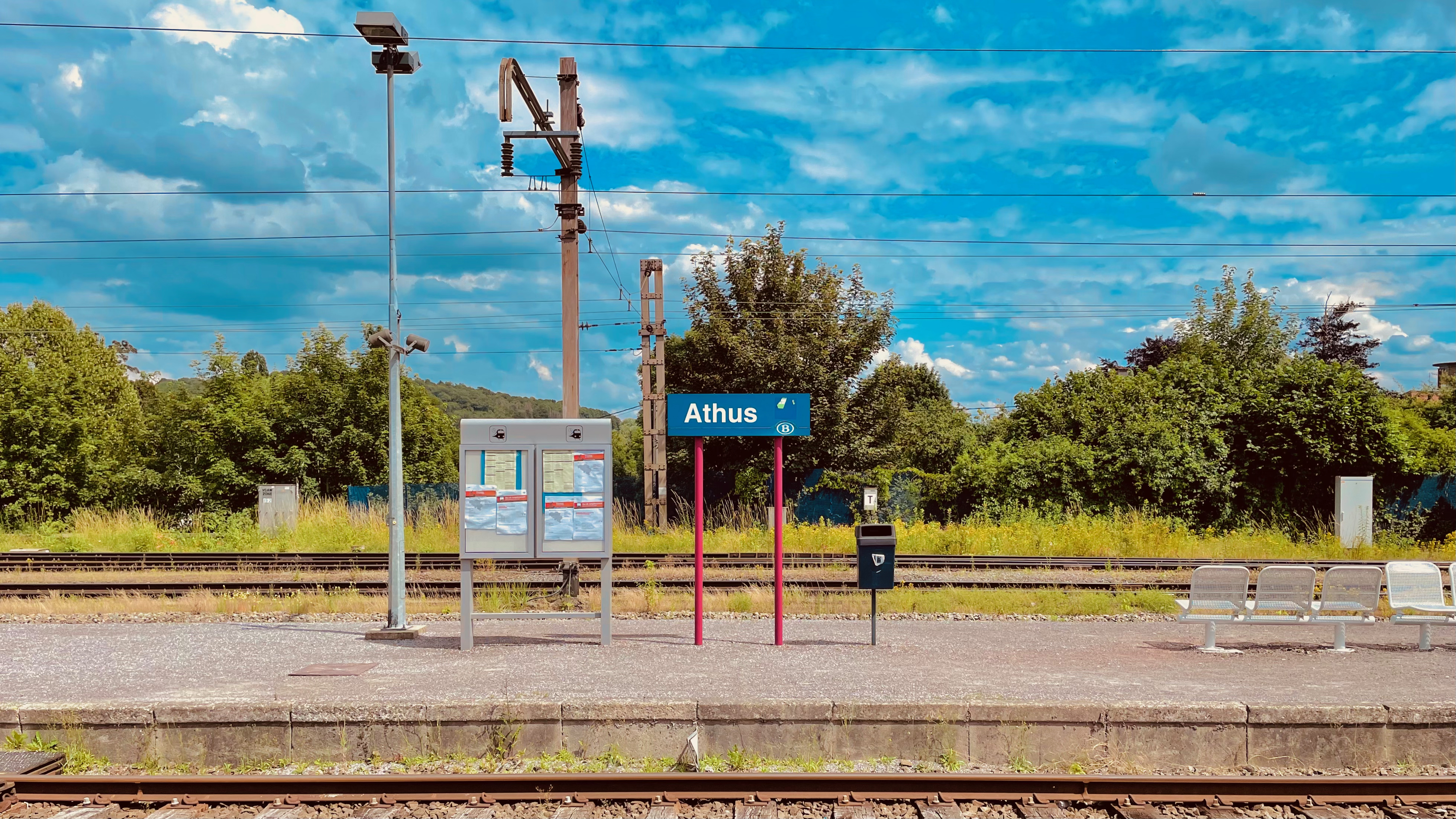
Plaatsnaambord
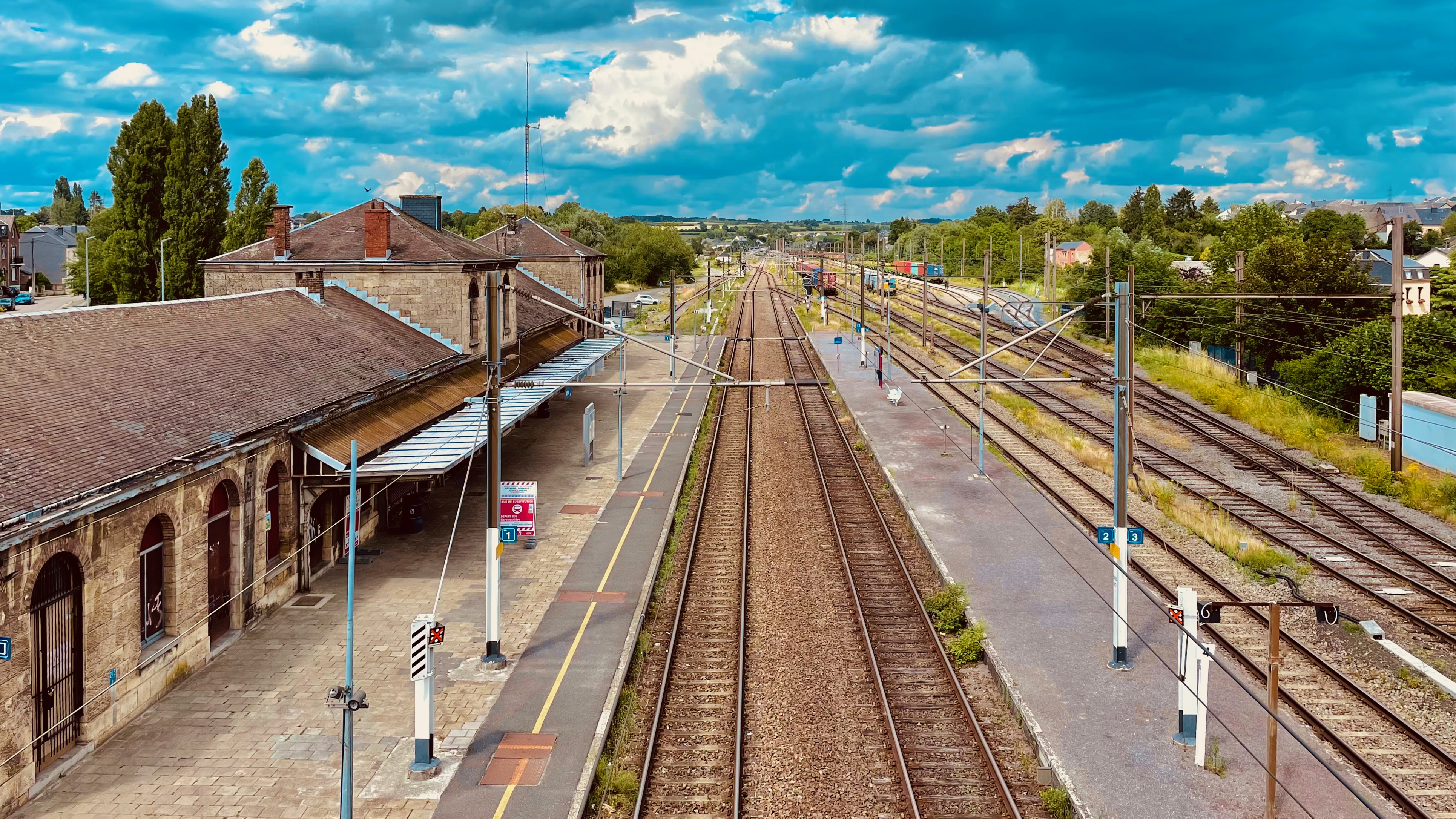
De sporen richting Aarlen
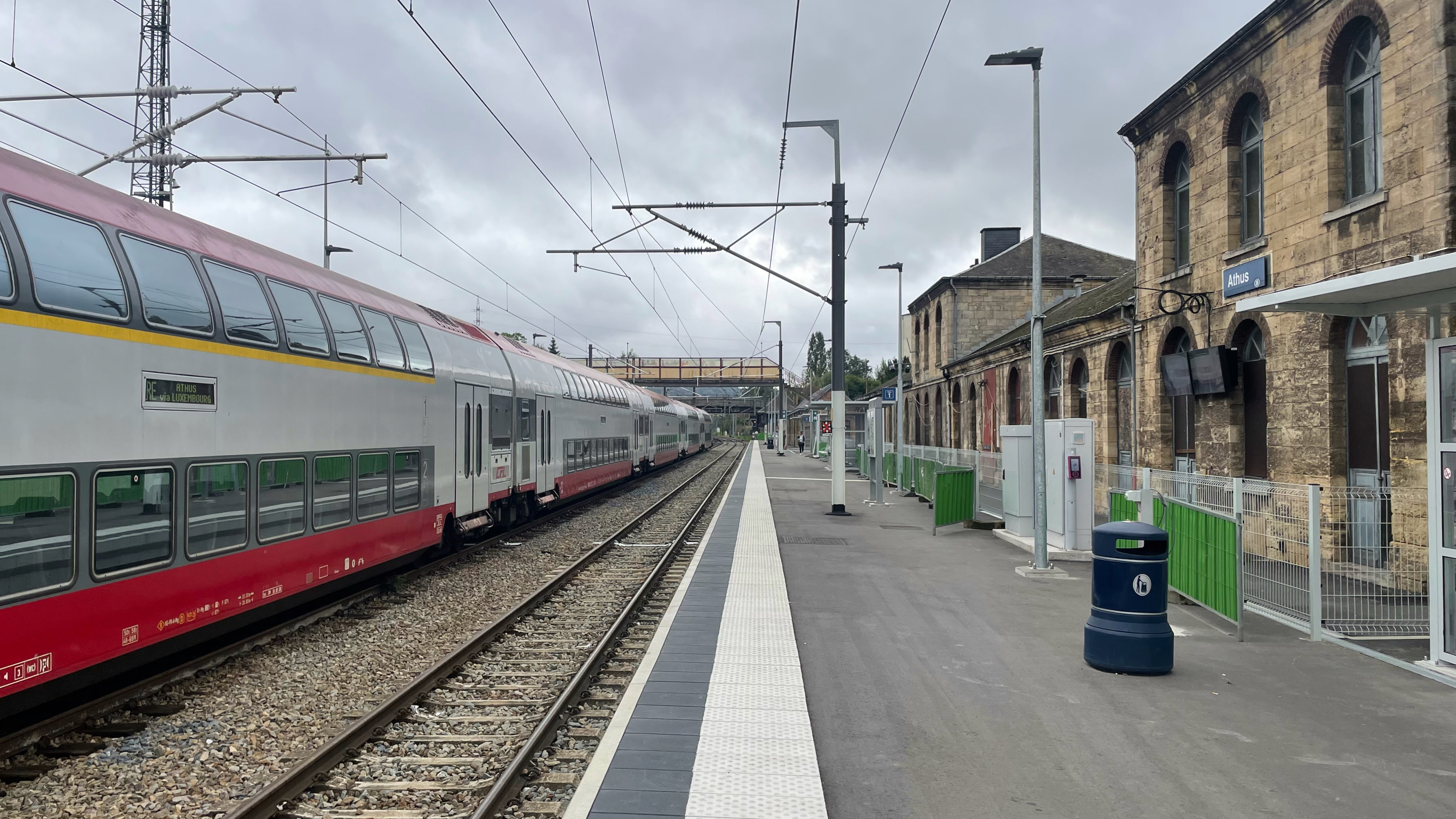
Vernieuwde perron
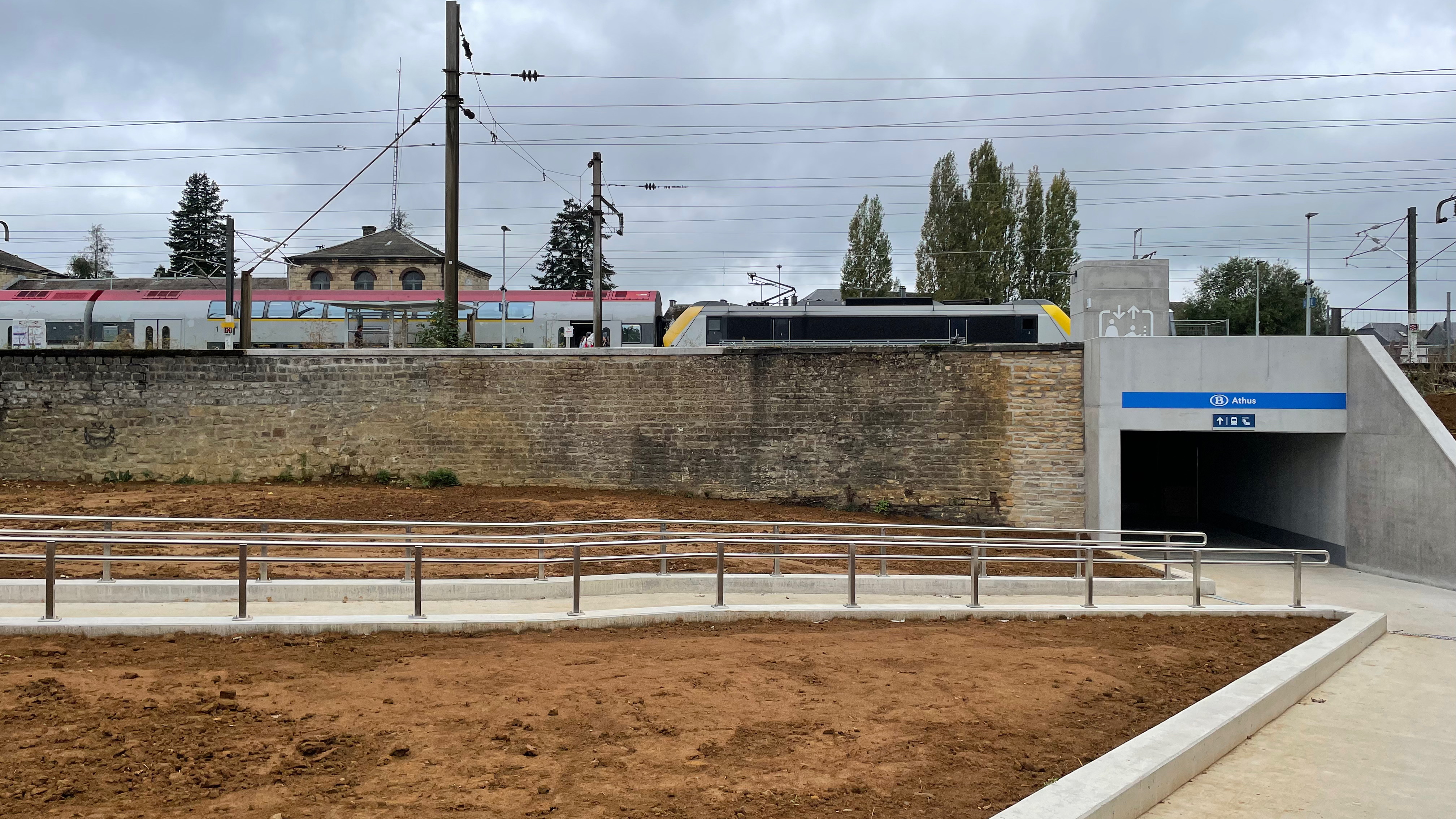
Onderdoorgang station

## Treindienst
| Serie              | Treinsoort           | Route | Bijzonderheden                                                           |
| ------------------ | -------------------- | --- | ------------------------------------------------------------------------ |
| L 4700RB 4700      | L-trein (NMBS / CFL) | Athus – Luxemburg                                                                                           | Halfuursdienst met RB 5000.                                              |
| L 5050RB 5000      | L-trein (NMBS / CFL) | Athus – Luxemburg                                                                                           | Halfuursdienst met RB 4700.                                              |
| L 5950             | L-trein (NMBS)       | Libramont – Bertrix – Virton – Athus – Aarlen                                                               |                                                                          |
| P 7620/8620RE 8600 | Piekuurtrein (NMBS)  | [ Luxemburg – Virton ] / [ [ Aarlen – Athus – Virton – ] / [ Dinant – ] Libramont – [ Ciney ] ]             | Een rechtstreekse trein Aarlen - Libramont. Een trein Libramont - Ciney. |
| P 7665/7665        | Piekuurtrein (NMBS)  | Libramont – [ Virton – Athus – ] / [ Marbehan – ] Aarlen                                                    | Rijdt alleen op werkdagen.                                               |
| P 7680/8680RE 8650 | Piekuurtrein (NMBS)  | [ Bertrix – Dinant ] / [ Libramont – [ Virton – Athus – ] / [ Marbehan – ] Aarlen ] / [ Athus – Luxemburg ] | Een trein Aarlen - Virton - Libramont. Een trein Athus - Luxemburg.      |

## Reizigerstellingen
De grafiek en tabel geven het gemiddeld aantal instappende reizigers weer op een week-, zater- en zondag.
| Tabel: aantal instappende reizigers station Athus | Tabel: aantal instappende reizigers station Athus | Tabel: aantal instappende reizigers station Athus | Tabel: aantal instappende reizigers station Athus |
|                                                   | Weekdag                                           | Zaterdag                                          | Zondag                                            |
| ------------------------------------------------- | ------------------------------------------------- | ------------------------------------------------- | ------------------------------------------------- |
| 1977                                              | 160                                               | 23                                                | -                                                 |
| 1978                                              | 208                                               | 47                                                | 13                                                |
| 1979                                              | 153                                               | 39                                                | 14                                                |
| 1980                                              | 173                                               | 47                                                | -                                                 |
| 1981                                              | 174                                               | 31                                                | -                                                 |
| 1982                                              | 120                                               | 13                                                | -                                                 |
| 1983                                              | 127                                               | 2                                                 | -                                                 |
| 1984                                              | 30                                                |                                                   | -                                                 |
| 1985                                              | 30                                                |                                                   | -                                                 |
| 1986                                              | -                                                 | -                                                 | -                                                 |
| 1987                                              | -                                                 | -                                                 | -                                                 |
| 1988                                              | -                                                 | -                                                 | -                                                 |
| 1989                                              | -                                                 | -                                                 | -                                                 |
| 1990                                              | -                                                 | -                                                 | -                                                 |
| 1991                                              | -                                                 | -                                                 | -                                                 |
| 1992                                              | -                                                 | -                                                 | -                                                 |
| 1993                                              | -                                                 | -                                                 | -                                                 |
| 1994                                              | -                                                 | -                                                 | -                                                 |
| 1995                                              | -                                                 | -                                                 | -                                                 |
| 1996                                              | -                                                 | -                                                 | -                                                 |
| 1997                                              | -                                                 | -                                                 | -                                                 |
| 1998                                              | -                                                 | -                                                 | -                                                 |
| 1999                                              | -                                                 | -                                                 | -                                                 |
| 2000                                              | -                                                 | -                                                 | -                                                 |
| 2001                                              | -                                                 | -                                                 | -                                                 |
| 2002                                              | -                                                 | -                                                 | -                                                 |
| 2003                                              | -                                                 | -                                                 | -                                                 |
| 2004                                              | -                                                 | -                                                 | -                                                 |
| 2005                                              | -                                                 | -                                                 | -                                                 |
| 2006                                              | -                                                 | -                                                 | -                                                 |
| 2007                                              | 172                                               | 5                                                 | 38                                                |
| 2008                                              | -                                                 | -                                                 | -                                                 |
| 2009                                              | 136                                               | -                                                 | -                                                 |
| 2010                                              | -                                                 | -                                                 | -                                                 |
| 2011                                              | -                                                 | -                                                 | -                                                 |
| 2012                                              | 301                                               | 78                                                | 58                                                |
| 2013                                              | 790                                               | 151                                               | 82                                                |
| 2014                                              | 992                                               | 162                                               | 88                                                |
| 2015                                              | 986                                               | 411                                               | 118                                               |
| 2016                                              | 844                                               | 190                                               | 96                                                |
| 2017                                              | 889                                               | 230                                               | 134                                               |
| 2018                                              | 1 036                                             | 209                                               | 134                                               |
| 2019                                              | 989                                               | 219                                               | 169                                               |
| 2020                                              | 769                                               | 311                                               | 152                                               |
| 2021                                              | -                                                 | -                                                 | -                                                 |
| 2022                                              | 1 026                                             | 277                                               | 295                                               |
| 2023                                              | 970                                               | 282                                               | 351                                               |
| 2024                                              | 1 061                                             | 309                                               | 234                                               |

0,0: Libramont ·
2,5: Recogne ·
3,8: Neuvillers ·
7,5: Rossart ·
12,2: Bertrix ·
16,1: Orgéo ·
17,6: Saint-Médard ·
20,6: Straimont ·
25,5: Les Épioux ·
30,7: Lacuisine ·
32,5: Florenville ·
36,2: Pin ·
37,7: Izel ·
40,0: Jamoigne ·
43,5: Saint-Vincent-Bellefontaine ·
46,9: Lahage ·
50,8: Meix-devant-Virton ·
53,5: Houdrigny ·
57,2: Virton ·
59,6: Chenois-Latour ·
62,9: Latour ·
63,7: Ruette ·
65,1: Saint-Remy ·
67,6: Signeulx ·
70,1: Baranzy ·
72,0: Musson ·
74,6: Halanzy ·
78,9: Aubange ·
81,9: Athus
0,0: Autelbas ·
2,6: Sélange ·
4,5: Turpange ·
6,6: Messancy ·
10,3: Athus